# Korrigan (1902)
Korrigan (Q8) – francuski okręt podwodny z początku XX wieku, druga jednostka typu Farfadet. Została zwodowana 25 stycznia 1902 roku w stoczni Arsenal de Rochefort i w tym samym roku przyjęta w skład Marine nationale. Okręt wycofano ze służby w czerwcu 1906 roku.

## Projekt i budowa
„Korrigan” został zaprojektowany przez inż. Gabriela Maugasa, bazował na wcześniejszych konstrukcjach Gastona Romazzottiego. Okręt posiadał wyłącznie napęd elektryczny, przez co miał niewielki zasięg.
„Korrigan” zamówiony został 26 września 1899 roku i zbudowany w Arsenale w Rochefort. Stępkę okrętu położono w 1900 roku, a zwodowany został 25 stycznia 1902 roku. Koszt budowy wyniósł 32 000 £.

## Dane taktyczno–techniczne
„Korrigan” był małym okrętem podwodnym o konstrukcji jednokadłubowej. Długość całkowita wykonanej ze stali jednostki wynosiła 41,3 metra, szerokość 2,9 metra i zanurzenie 2,6 metra. Wyporność w położeniu nawodnym wynosiła 185 ton, a w zanurzeniu 202 tony. Okręt napędzany był na powierzchni i pod wodą przez silnik elektryczny Hillairet-Huguet o mocy 183 koni mechanicznych (KM). Jednośrubowy układ napędowy zapewniał prędkość 6,1 węzła na powierzchni i 4,3 węzła w zanurzeniu. Zasięg wynosił 115 Mm przy prędkości 5,3 węzła w położeniu nawodnym oraz 28 Mm przy prędkości 4,3 węzła pod wodą. Dopuszczalna głębokość zanurzenia wynosiła 30 metrów.
Okręt wyposażony był w cztery zewnętrzne wyrzutnie torped kalibru 450 mm, bez torped zapasowych. Załoga okrętu składała się z 16 oficerów, podoficerów i marynarzy.

## Przebieg służby
„Lutin” został wcielony do służby w Marine nationale w 1902 roku. Jednostka otrzymała numer taktyczny Q8. Okręt pełnił służbę na Morzu Śródziemnym do czerwca 1906 roku, kiedy został skreślony z listy floty. Sprzedano go na złom 10 marca 1910 roku.